# Rock and Roll Circus
Rock and Roll Circus er en myteomspunden film fra 1968 af og med bl.a. The Rolling Stones.
Filmen blev optaget til britisk tv den 11. og 12. december 1968, og skulle have været vist som en opfølger til Stones' album Beggars Banquet, der var udsendt blot en uge forinden, men medlemmerne i The Rolling Stones var ikke tilfredse med resultatet, og filmen blev aldrig vist som planlagt, men lå hengemt, indtil den i 1996 blev udsendt på DVD.
I filmen medvirkede foruden The Rolling Stones bl.a. også The Who, Jethro Tull med den senere Black Sabbath-guitarist Tommy Iommi, der erstattede Mick Abrahams, som døde kort forinden, samt Marianne Faithful og Yoko Ono. Den indeholder også en forrygende konstellation bestående af John Lennon, Eric Clapton, Keith Richards og Mitch Micthell.
Optagelserne var plaget af problemer. Scenen var ikke færdig, da optagelserne begyndte. Der var problemer med at ændre opstillingerne mellem de enkelte numre, og kameraerne brød sammen, så optagelserne trak ud til tidligt om morgenen.
Hvor filmen måske ikke musikalsk kunne leve op til forventningerne, de deltagende musikere taget i betragtning, er den med tiden blevet et historisk monument, der har fanget tidsånden fra 1960'erne midt mellem The Beatles' Sgt. Pepper's Lonely Hearts Club Band fra 1967 og Woodstock-festivalen i 1969, og den indeholder da også sekvenser, der set i bakspejlet sætter visse dele i rockens historie i relief.
Man ser John Lennon optræde uden The Beatles. En syg og svækket Brian Jones optræder med The Rolling Stones for sidste gang, og dør blot 7 måneder efter optagelserne. Tony Iommi krediteres som Jethro Tulls guitarist i rulleteksterne, men bliver aldrig en del af bandet – og andre af de medvirkende musikere er i dag døde.
Men man får også Ian Anderson i den klassiske positur, stående på et ben, mens han spiller på sin tværfløjte. Pete Townshend demonstrerer sine møllevinger på guitaren, mens Roger Daltrey svinger sin mikrofon, som var det en yo-yo. Yoko Onos velkendte, skrigende sang er også med, og ikke mindst en Mick Jagger, der i bar overkrop ligger på scenen, og afslutter koncerten.
Og så indeholder filmen en masse af den musik, der med tiden skulle blive klassiske rock-numre.
Rock and Roll Circus blev vist på DR i 2006.

## Medvirkende
- Ian Anderson
- Clive Bunker
- Eric Clapton
- Glenn Cornick
- Roger Daltrey
- Jesse Ed Davis
- Marianne Faithfull
- Ivry Gitlis
- Nicky Hopkins
- Tony Iommi
- Mick Jagger
- Brian Jones
- Julius Katchen
- John Lennon
- Julian Lennon
- Donyale Luna
- Taj Mahal
- Mitch Mitchell
- Keith Moon
- Yoko Ono
- Keith Richards
- Pete Townshend
- Charlie Watts
- Bill Wyman

- samt klovne, trapez-artister og gøglere